# Polypedilum tiberiadis
Polypedilum tiberiadis är en tvåvingeart som beskrevs av Jean-Jacques Kieffer 1915. Polypedilum tiberiadis ingår i släktet Polypedilum och familjen fjädermyggor.
Artens utbredningsområde är Israel. Inga underarter finns listade i Catalogue of Life.